# Leslie Odom Jr.
Leslie Odom Jr.   (Queens, 6 d'agost de 1981) és un actor, cantant i compositor estatunidenc. Va debutar a Broadway el 1997 i va guanyar reconeixement per la seva actuació com a Aaron Burr en el musical de Hamilton, actuació per la que va guanyar el Tony al millor actor en un musical i el Grammy al millor àlbum de teatre musical.
També és conegut pels seus papers a les sèries Smash (2012–2013) i Person of Interest (2013–2014) i també per les pel·lícules Murder on the Orient Express (2017) i Hamilton (2020). Actualment, Odom dona veu al personatge Owen Tillerman de la comèdia musical animada de Apple TV+ Central Park, actuació per laqual va rebre una nominació als Premis Emmy de 2020.
Per la seva actuació com el cantant Sam Cook a la pel·lícula One Night in Miami... (2020), Odom va rebre una nominació als Oscar, als BAFTA, als Screen Actors Guild, els Critics' Choice Movie i als Globus d'Or en la categoria de millor actor secundari. També va rebre nominacions a l'Oscar i Globus d'Or per la cançó original de la pel·lícula que va compondre "Speak Now", si que van guanyar en la categoria de Millor cançó en els premis Critics' Choice de 2021. Per la seva actuació a la pel·lícula de Hamilton, va rebre una nominació als Premis Emmy en la categoria de Millor actor en una minisèrie o pel·lícula.

## Biografia
Odom va néixer al barri de Queens, Nova York. La seva família es va traslladar a la zona de l'East Oak Lane de Filadèlfia, on va créixer. Va anar a la Philadelphia High School for Creative and Performing Arts durant la secundària. La seva família i ell assistien a l'Església Baptista de Canaan, a Germatown (Filadèlfia), on cantava al cor de l'església.
Va graduar-se de la Universitat Carnegie Mellon (Pittsburgh, Pennsilàvnia). Es va traslladar a Los Angeles l'estiu de 2003.

## Carrera

### Actuació

#### Teatre
Leslie Odom Jr. estudiar teatre al Teatre Freedom de Filadèlfia i també va actuar en musicals. Més tard, va estudiar una carrera de teatre musical a la universitat. Als 17 anys va fer el seu debut a Broadway amb el paper de Paul al musical Rent. El 2001, va aparèixer en el repartiment coral de la versió concert d'una nit de Dreamgirls.
A Los Angeles, va estar temps dedicant-se el teatre: el 2010 va protagonitzar Leap of Faith, musical que el 2012 es va traslladar a Broadway, en el paper de Isaiah Sturdevant. Quan el musical va acabar les funcions, Odom es va traslladar a Nova York.
Després de protagonitzar Venice i Witness Uganda (més tard titulat Invisible Thread) Off-Broadway al A. R. T i en tallers. Odom va treballar amb Lin-Manuel Miranda a la producció de Tick, Tick . .. Boom d'Encores! Off-Center, va actuar en el paper de Michael. El 2015, també va donar vida a Nat King Cole de musical Bombshell al concert benèfic Actors Fund.
El 2015, va ser nominat a un premi Drama Desk per la seva actuació com a Aaron Burr en la producció Off-Broadway de Hamilton. Va reprendre el seu paper quan el musical es va traslladar a Broadway al Teatre Richard Rodgers. El 2016, juntament a la companyia de Hamilton, va guanyar el Grammy al millor àlbum de teatre musical i també va guanyar el premi Tony al millor actor en un musical. Odom va actuar al musical Hamilton en el paper de Aaron Burr per última vegada el 9 de juliol de 2016.

#### Televisió
Entre 2003 i 2006, Odom interpretar a Joseph Kayle en 9 episodis de la sèrie CSI: Miami. També va aparèixer a la sèrie Vanished durant 10 episodis en el paper de Maliko Chrsito. Des de 2006 fins a 2007 va interpretar a Fredd a la sèrie Big Day, apareixent en 9 episodis abans de la cancel·lació de la sèrie. El 2011 va aparèixer en un paper recurrent a la pel·lícula de televisió Poe.
A la sèrie musical de televisió Smash, l'any 2012, Odom va participar-hi en el paper recurrent de Sam Strickland. Durant la següent i última temporada de la sèrie va ser un personatge principal.
A finals de 2013, a Odom li van oferir el paper principal de Lucas Newsomes a State of Affairs. Tot i que va acceptar el paper, finalment el va deixar per així poder formar part de la companyia de Hamilton.
El 2013 i el 2014 va tenir un paper recurrent com a Peter Collier a la sèrie Person of Interest, apareixent en vuit episodis. Entre 2013 i 2015, també va interpretar al Reverend Curtis Scott en 7 episodis de Law & Order: Special Victims Unit.
El 19 de maig de 2016 es va estrenar la web sèrie de Brodway.com Aaron Burr, Sir, Backstage at Hamilton with Leslie Odom Jr. presentada per Odom. Els episodis es publicaven els dijous; la sèrie té un total de vuit episodis. Odom també havia d'interpretar a Jimmy Jam a la mini sèrie sobre New Edition, però finalment va abandonar el projecte.
El 2020, Odom va ser el protagonista i productor executiu de la mini sèrie de televisió de quatre parts Love in the Time of Corona, la seva parella, Nicolette Robinson, també va aparèixer 
a la sèrie.
Actualment, Odom dona veu a Owen Tillerman a la sèrie animada de comèdia musical de Apple TV+ Central Park. Per aquest paper, va ser nominat a l'Emmy a la millor interpretació de veu.
Ha fet aparicions coma convidat en vàries sèries, comper exemple: Gilmore Girls, Grey's Anatomy, SupernaturalSupernatural i The Good Wife. El 2016, Odom va aparèixer a l'anunci per Nationwide Insurance.
El 4 de febrer de 2018, Odom va cantar "America the Beautiful" durant la retransmissió de NBC de la Super Bowl.

#### Cinema
Odom ha apregut en curtmetratges i va tenir un paper recurrent com a Walter Hall a la pel·lícula bèl·lica de 2012 Red Tails.
El 2017, va interpretar al Dr. Arbuthnot a l'adaptació cinematogràfica de Murder on the Orient Express de Kennet Branagh. També va aparèixer a la pel·lícula de 2019 Harriet interpretant a l'abolicionista William Still. Aquell mateix any, també va protagonitzar Only, una pel·lícula d'amor post-apocal·líptica.
El 2021, Odom va protagonitzar la pel·lícula Music, la qual va estar co-escrita i dirigida per la cantautora australiana Sia. Va ser estrenada el febrer de 2021.
El 2020, Odom va ser escollit per interpretar al cantant de soul Sam Cooke a l'adaptació cinematogràfica dirigida per Regina King One Night in Miami, que va ser estrenada als cinemes i a Amazon Prime el 15 de gener de 2021. Odom va rebre bones crítiques per la seva actuació i va rebre una nominació als Oscar, als Globus d'Or i als SAG per millor actor de repartiment. Juntament amb Sam Asworth, Odom va escriure i interpretar "Speak Now", cançó que va rebre una nominació en la categoria de millor cançó original als premis Oscar i als Premis Golbus d'Or. La cançó es pot senitr durant els crèdit finals de One Night in Miami.
El maig de 2021, Odom va unir-se a la producció de la seqüela de Knives Out.

### Música
El 2014, Odom va publicar el seu àlbum de jazz debut: Leslie Odom Jr. Va promocionar l'àlbum amb concerts al Teatre Públic. El febrer de 2016, va publiar una versió de la cançó "Good For You" de Selena Gomez juntament amb el seu company de Hamilton Daveed Diggs.
El 2016, Odom va firmar un contracte de quatre àlbums amb S-Curve Records. Ell i el productor Steve Greenberg van reduir de 200 tons possibles a només 10 cançons, a part d'això, també va gravar una millor versió del seu primer àlbum. L'àlbum va ser publicat el juny de 2016
El novembre de 2016, Odom va publicar el seu segon àlbum, Simply Christmas, el qual les cançons de Nadal a l'estil jazz. Una versió deluxe va ser llançada a l'octubre de 2017, amb quatre cançons extres.
Odom va publicar el seu tercer àlbum i el primer amb cançons originals, Mr, el novembre de 2019. L'octubre de 2020, va interpretar una nova versió de la cançó "Cold" i amb la cantant Sia com a convidada.
El seu quart àlbum en total i també segon àlbum de Nadal, The Christmas Album, va ser publicat el novembre de 2020.
Odom va fer tours per promocianar els àlbums, va fer concerts amb una banda formada per: un bateria, un percussionista, un baixista, un guitarrista i un pianista, aquest últim també era el director musical.
El desembre de 2017, Odom va tornar a Nova York per fer un concert al Jazz al Lincoln Center. El show va ser gravat com un especial d'una hora de PBS com a part de la sèrie guanyadora a 17 premis Emmy Live from Lincoln Center i va ser estrenat a l'abril de 2018.

### Llibres
El juny de 2017, es va anunciar que Odom va fer un contracte pel seu llibre Failing Up: How to Take Risks, Aim Higher, and Never Stop Learning, que estava escrivint amb la intenció d'inspirar a lectors joves. El llibre va ser publicat per Macmillan el març de 2018.

## Vida personal
Odom ha estat casat amb l'actriu Nicolette Kloe Robinson des de l'1 de desembre de 2012. La seva filla, Lucille Ruby, va néixer el 23 d'abril de 2017. El novembre de 2020, la parella va anunciar que estaven esperant el seu segon fill. El 25 de març de 2021 el seu fill, Able Phineas, va néixer.
Odom i Robinson es van conèixer el 2008 quan ella era estudiant a UCLA i va fer una audició per Once on This Island a Los Angeles. Quan Robinson va substituir una actriu que va marxer, el director assistent, Odom, va ser el responsable de que s'unís a la producció ràpidament i va ser quan a relació va començar.

## Crèdits

### Cinema
| Any  | Títol                             | Paper               | Notes         |
| ---- | --------------------------------- | ------------------- | ------------- |
| 2007 | Scarecrow Joe                     | Joe                 | Curtmetratge  |
| 2012 | Red Tails                         | Declan 'Winky' Hall |               |
| 2015 | Luna Goes Cruising                | Oscar               | Curtmetratge  |
| 2017 | Murder on the Orient Express      | Dr. Arbuthnot       |               |
| 2019 | Only                              | Will                |               |
| 2019 | Harriet                           | William Still       |               |
| 2020 | Hamilton                          | Aaron Burr          |               |
| 2020 | One Night in Miami…               | Sam Cooke           |               |
| 2021 | Music                             | Ebo Odom            |               |
| 2021 | The Many Saints of Newark         | Harold McBrayer     |               |
| 2021 | Needle in a Timestack             |                     | Postproducció |
| TBA  | Glass Onion: A Knives Out Mystery |                     | Postproducció |

### Televisió
| Any          | Títol                                                       | Paper                    | Notes                                                      |
| ------------ | ----------------------------------------------------------- | ------------------------ | ---------------------------------------------------------- |
| 2003–2006    | CSI: Miami                                                  | Joseph Kayle             | Paper recurrent; 9 episodis                                |
| 2004         | The Big House                                               | Lamont                   | Episodis: "A Friend In Need", "Almost Touched By An Angel" |
| 2006         | Threshold                                                   | Sergeant Adams           | Episodi: "The Crossing"                                    |
| 2006         | Gilmore Girls                                               | Quentin Walsh            | Episodi: "Bridesmaids Revisited"                           |
| 2006         | Vanished                                                    | Agent Malik Christo      | Paper recurrent; 10 episodis                               |
| 2006         | Close To Home                                               | Jordan Carter            | Episode: "Prodigal Son"                                    |
| 2006–2007    | Big Day                                                     | Freddy                   | Paper recurrent; 9 episodis                                |
| 2007         | The Bill Engvall Show                                       | Mr. Pratt                | Episodis: "Good People", "Feel Free To Say No"             |
| 2007         | Supreme Courtships                                          | Marcus                   | Pel·lícula de TV                                           |
| 2008         | Grey's Anatomy                                              | P.J. Walling             | Episodi: "There's No "I" In Team"                          |
| 2011         | NCIS: Los Angeles                                           | FBI Agent Duane Lausten  | Episodi: "Archangel"                                       |
| 2011         | Zeke and Luther                                             | Mr. Arliss Bunnyson      | Episodi: "Zeke, Luther, and Kojo Strike Gold"              |
| 2011         | Bandwagon                                                   | Urban Glee performer     | Episodi: "You Can Do Anything"                             |
| 2011         | Supernatural                                                | Guy                      | Episodi: "Season Seven, Time For A Wedding"                |
| 2011         | Poe                                                         | Julian 'Jupiter' Noble   | Pel·lícula de TV                                           |
| 2012         | House of Lies                                               | James                    | Episodis: "Ouroboros", "Veritas"                           |
| 2013         | Smash                                                       | Sam Strickland           | Paper principal; 23 episodis                               |
| 2013         | Person of Interest                                          | Peter Collier            | Paper recurrent; 8 episodis                                |
| 2013–2015    | Law & Order: Special Victims Unit                           | Reverend Curtis Scott    | Paper recurrent; 7 episodis                                |
| 2014         | Gotham                                                      | Ian Hargrove             | Episodi: "Harvey Dent"                                     |
| 2016         | The Good Wife                                               | Barry Pert               | Episodi: "Unmanned"                                        |
| 2016         | Aaron Burr, Sir: Backstage at Hamilton with Leslie Odom Jr. | Host                     | Sèrie web; 8 episodis                                      |
| 2018         | We Bare Bears                                               | Dr. Leslie (veu)         | Episodi: "More Everyone's Tube"                            |
| 2018         | One Dollar                                                  | Randall Abatsy           | 4 episodis                                                 |
| 2020–present | Central Park                                                | Owen Tillerman (veu)     | Paper principal                                            |
| 2020         | Love in the Time of Corona                                  | James                    | Paper principal                                            |
| 2021         | The Tony Awards Present: Broadway's Back!                   | Ell mateix (presentador) | Especial de TV                                             |

### Teatre
| Any       | Títol               | Paper               | Teatre                              | Data                                    |                                                 |
| --------- | ------------------- | ------------------- | ----------------------------------- | --------------------------------------- | ----------------------------------------------- |
| 1998      | Rent                | Paul / Cop / altres | Nederlander Theatre                 |                                         | Broadway                                        |
| 2001      | Dreamgirls          | Performer           | Ford Center for the Performing Arts | 24 de setembre de 2001                  | Concert Actors Fund Benefit                     |
| 2004      | Jersey Boys         | Ensemble            | La Jolla Playhouse                  | 5 d'octubre de 2004 – 16 de gener 2005  | Tryout                                          |
| 2007      | Keep Your Pantheon  |                     | Geffen Playhouse                    |                                         | Regional                                        |
| 2007      | Being Alive         | Performer           | Westport Country Playhouse          | 25 d'agost – 9 de setembre 2007         | Regional                                        |
| 2007      | Being Alive         | Performer           | Philadelphia Theatre Company        | 25 d'octubre – 2 de desembre 2007       | Regional                                        |
| 2008      | Once on This Island | Agwe, God of Water  | Freud Playhouse                     | 12–14 de setembre 2008                  | Regional; also assistant director               |
| 2009      | Soul of Rodgers     | Performer           | Reprise Theatre Company             | 2–3 d'octubre de 2009                   | Revue                                           |
| 2010      | Leap of Faith       | Isaiah Sturdevant   | Ahmanson Theatre                    | 3 – 24 d'octubre de 2010                | Tryout                                          |
| 2012      | Leap of Faith       | Isaiah Sturdevant   | St. James Theatre                   | 26 d'abril – 13 de maig 2012            | Broadway                                        |
| 2013      | Venice              | Markos Monroe       | The Public Theater                  | 28 de maig – 30 de juny de 2013         | Off-Broadway                                    |
| 2014      | Tick, Tick... Boom! | Michael             | New York City Center                | 24 – 28 de maig de 2014                 | Encores!                                        |
| 2015–2016 | Hamilton            | Aaron Burr          | The Public Theater                  | 20 de gener – 3 de maig de 2015         | Off-Broadway                                    |
| 2015–2016 | Hamilton            | Aaron Burr          | Richard Rodgers Theatre             | 6 d'agost de 2015 – 9 de juliol de 2016 | Broadway Tony Award for Best Actor in a Musical |

## Discografia

### Àlbums d'estudi
| Títol               | Detalls de l'àlbum | Millor posició | Millor posició | Millor posició | Millor posició |
| Títol               | Detalls de l'àlbum | US             | Vendes US      | US Jazz        | US Holiday     |
| ------------------- | --- | -------------- | -------------- | -------------- | -------------- |
| Leslie Odom Jr.     | - Publicació: 12 d'agost de 2014 (original) 20 de juny de 2016 (2a versió) - Discogràfica: publicat per ell mateix (original) S-Curve Records (2a versió) - Formats: CD, descàrrega digital | 147            | 59             | 1              | —              |
| Simply Christmas    | - Publicació: 11 de novembre de 2016 11 de novembre de 2017 (versió deluxe) - Discogràfica: S-Curve Records - Formats: CD, descàrrega digital, LP                                           | 31             | 12             | 1              | 4              |
| Mr                  | - Publicació: 8 de novembre de 2019 - Label: S-Curve Records - Formats: CD, descàrrega digital                                                                                              | —              | 54             | —              | —              |
| The Christmas Album | - Publicació: November 6, 2020 - Label: S-Curve Records - Formats: CD, descàrrega digital                                                                                                   | —              | —              | —              | —              |

### Bandes sonores originals
| Títol                                                         | Detalls de l'àlbum                                                                                          | Notes |  |
| ------------------------------------------------------------- | --- | --- |  |
| Leap of Faith: The Musical (Original Broadway Cast Recording) | - Publicació: 4 de desembre de 2012 - Discogràfica: Ghostlight Records                                      | - Solista en 4 cançons |  |
| Venice (Original Cast Recording)                              | - Publicació: 23 de setembre de 2014 - Discogràfica: Ghostlight Records                                     | - Solista en 4 cançons |  |
| Hamilton (Original Broadway Cast Recording)                   | - Publicació: 25 de setembre de 2015 - Discogràfica: Atlantic Records - Formats: CD, descàrrega digital, LP | - Solista principal com a "Aaron Burr" - Guanyador del Grammy al millor àlbum musical de teatre - Platí certificat 7 vegades als EE.UU |  |
| One Night In Miami                                            | - Publicació: 15 de gener de 2021 - Discogràfica: ABKCO Records                                             | - Solista en 6 cançons - Compositor de "Speank Now"                                                                                    |  |

### Senzills
| Títol                                                     | Any  | Àlbum                                    |
| --------------------------------------------------------- | ---- | ---------------------------------------- |
| "Good For You"                                            | 2016 | Senzills no pertanyents a un àlbum       |
| "Have Yourself a Merry Little Christmas"                  | 2016 | Simply Christmas                         |
| "America the Beautiful"                                   | 2018 | Senzills no pertanyents a un àlbum       |
| "Without You"                                             | 2018 | Senzills no pertanyents a un àlbum       |
| "What Are We Waiting For" (fat. Nicolette Robinson)       | 2018 | Senzills no pertanyents a un àlbum       |
| "Bear Facts" (amb el repartiment de We Bare Bears)        | 2018 | Senzills no pertanyents a un àlbum       |
| "All I Want For Christmas Is You" (amb Ingrid Michaelson) | 2018 | Ingrid Michaelson's Songs for the Season |
| "Under Pressure"                                          | 2019 | Mr                                       |
| "Go Crazy"                                                | 2020 | Mr                                       |
| "Cold" (feat. Sia)                                        | 2020 | Senzills no pertanyents a un àlbum       |

### Altres aparicions
| Títol | Any  | Altres artistes                                    | Àlbum                                                             |
| --- | ---- | -------------------------------------------------- | ----------------------------------------------------------------- |
| "Hallelujah, I Believe"                                                                                              | 2015 | Jim Brickman                                       | Comfort & Joy: The Sweet Sounds of Christmas i A Joyful Christmas |
| "Joy to the World"                                                                                                   | 2015 | Repartiment de Hamilton a Broadway                 | Broadway's Carols for a Cure, Vol. 17, 2015                       |
| "Autumn Leaves" | 2016 | N/A                                                | Tony Bennett Celebrates 90                                        |
| "My Romance" | 2017 | Billy Porter                                       | Billy Porter Presents: The Soul of Richard Rodgers                |
| "Sondheim: Medley: Children will Listen / You've Got to Be Carefully Taught (de "Into the Woods" & "South Pacific")" | 2018 | Renée Fleming, BBC Concert Orchestra, & Rob Fisher | Broadway                                                          |

## Premis i nominacions
| Any  | Premi                                            | Categoria                                                      | Feina                        | Resultat  | Ref.   |
| ---- | ------------------------------------------------ | -------------------------------------------------------------- | ---------------------------- | --------- | ------ |
| 2002 | Premis Princess Grace                            | Actuació                                                       | Actuació                     | Guanyador | [ 69 ] |
| 2012 | Premis Fred and Adele Astaire                    | Millor ballarí a Broadway                                      | Leap of Faith                | Guanyador | [ 70 ] |
| 2012 | Premis Drama League                              | Millor actuació                                                | Leap of Faith                | Nominat   | [ 70 ] |
| 2015 | Premis Drama Desk                                | Millor actor de repartiment en un musical                      | Hamilton                     | Nominat   | [ 71 ] |
| 2015 | Premis Lucille Lortel                            | Millor actor en un musical                                     | Hamilton                     | Nominat   | [ 72 ] |
| 2016 | Premis Tony                                      | Millor actor en un musical                                     | Hamilton                     | Guanyador | [ 73 ] |
| 2016 | Premis Grammy                                    | Millor àlbum de teatre musical                                 | Hamilton                     | Guanyador | [ 13 ] |
| 2016 | Premis Broadway.com Audience                     | Actor preferit de musical                                      | Hamilton                     | Nominat   | [ 74 ] |
| 2016 | Premis Broadway.com Audience                     | Parella preferida a l'escenari (amb Lin-Manuel Miranda)        | Hamilton                     | Guanyador | [ 74 ] |
| 2018 | Premis Teen Choice                               | Actor de drama                                                 | Murder on the Orient Express | Nominat   | [ 75 ] |
| 2020 | Premis Primetime Emmy                            | Millor interpretació de veu                                    | Central Park                 | Nominat   | [ 76 ] |
| 2021 | Premis Oscar                                     | Millor actor secundari                                         | One Night in Miami…          | Nominat   | [ 77 ] |
| 2021 | Premis Oscar                                     | Millor cançó original (per "Speak Now")                        | One Night in Miami…          | Nominat   | [ 77 ] |
| 2021 | Premis AAFCA                                     | Millor repartiment                                             | One Night in Miami…          | Guanyador | [ 78 ] |
| 2021 | Premis Alliance of Women Film Journalists        | Millor actor de repartiment                                    | One Night in Miami…          | Guanyador | [ 79 ] |
| 2021 | Premis Black Film Critics Circle                 | Millor actor de repartiment                                    | One Night in Miami…          | Guanyador | [ 80 ] |
| 2021 | Premis Black Film Critics Circle                 | Millor repartiment                                             | One Night in Miami…          | Guanyador | [ 80 ] |
| 2021 | Premis BAFTA                                     | Millor actor secundari                                         | One Night in Miami…          | Nominat   | [ 81 ] |
| 2021 | Premis Chicago Film Critics Association          | Millor actor de repartiment                                    | One Night in Miami…          | Nominat   | [ 82 ] |
| 2021 | Premis Critics' Choice                           | Millor actor de repartiment                                    | One Night in Miami…          | Nominat   | [ 83 ] |
| 2021 | Premis Critics' Choice                           | Millor cançó original (per "Speak Now")                        | One Night in Miami…          | Guanyador | [ 83 ] |
| 2021 | Premis Critics' Choice                           | Millor repartiment                                             | One Night in Miami…          | Nominat   | [ 83 ] |
| 2021 | Premis Globus d'Or                               | Millor actor secundari – Pel·lícula                            | One Night in Miami…          | Nominat   | [ 47 ] |
| 2021 | Premis Globus d'Or                               | Millor cançó original (per "Speak Now")                        | One Night in Miami…          | Nominat   | [ 47 ] |
| 2021 | Hawaii Film Critics Society                      | Millor actor de repartiment                                    | One Night in Miami…          | Nominat   | [ 84 ] |
| 2021 | Hawaii Film Critics Society                      | Millor cançó original (per "Speak Now")                        | One Night in Miami…          | Guanyador | [ 84 ] |
| 2021 | Premis Houston Film Critics Society              | Millor actor de repartiment                                    | One Night in Miami…          | Guanyador | [ 85 ] |
| 2021 | Premis Houston Film Critics Society              | Millor cançó original (per "Speak Now")                        | One Night in Miami…          | Guanyador | [ 85 ] |
| 2021 | Indiana Film Journalists Association             | Millor actor de repartiment                                    | One Night in Miami…          | Guanyador | [ 86 ] |
| 2021 | Indiana Film Journalists Association             | Millor repartiment                                             | One Night in Miami…          | Nominat   | [ 86 ] |
| 2021 | Premis Independent Spirit                        | Premi Robert Altman                                            | One Night in Miami…          | Guanyador | [ 87 ] |
| 2021 | Music City Film Critics Association              | Best Supporting Actor                                          | One Night in Miami…          | Nominat   | [ 88 ] |
| 2021 | Music City Film Critics Association              | Millor cançó original (per "Speak Now")                        | One Night in Miami…          | Guanyador | [ 88 ] |
| 2021 | Music City Film Critics Association              | Millor repartiment                                             | One Night in Miami…          | Guanyador | [ 88 ] |
| 2021 | North Dakota Film Society                        | Millor cançó original (per "Speak Now")                        | One Night in Miami…          | Nominat   | [ 89 ] |
| 2021 | Premis Online Film Critics Society               | Millor actor de repartiment                                    | One Night in Miami…          | Guanyador | [ 90 ] |
| 2021 | Philadelphia Film Critics Circle                 | Millor actor de repartiment                                    | One Night in Miami…          | Nominat   | [ 91 ] |
| 2021 | Premis San Diego Film Critics Society            | Millor repartiment                                             | One Night in Miami…          | Guanyador | [ 92 ] |
| 2021 | remiss an Francisco Bay Area Film Critics Circle | Millor actor de repartiment                                    | One Night in Miami…          | Nominat   |        |
| 2021 | Premis Screen Actors Guild                       | Millor actor de repartiment                                    | One Night in Miami…          | Nominat   | [ 93 ] |
| 2021 | Premis Screen Actors Guild                       | Millor actuació d'un repartiment en una pel·lícual             | One Night in Miami…          | Nominat   | [ 93 ] |
| 2021 | Premis St. Louis Film Critics Association        | Millor actor de repartiment                                    | One Night in Miami…          | Nominat   | [ 94 ] |
| 2021 | Premis Sunset Film Circle                        | Millor actor de repartiment                                    | One Night in Miami…          | Nominat   | [ 95 ] |
| 2021 | Premis Primetime Emmy                            | Millor actor en una mini sèrie, sèrie anatològica o pel·lícula | Hamilton                     | Nominat   | [ 76 ] |

El 2019, Odom va rebre un Doctorat Honorari en Belles Arts de la seva Alma Mater: la Universitat Carnegie Mellon.